# Kameler, børn og væddeløb
Kameler, børn og væddeløb er en dansk dokumentarfilm fra 1990, der er instrueret af Anders Lykkebo efter manuskript af ham selv og Ole Fibiger.

## Handling
I Oman er kamelen et dyr, der bruges både til transport og til væddeløb. Filmen beskriver det fremmede land, hvor religionen spiller en stor rolle, og hvor filmens hovedperson, en dreng, drømmer om at komme med i væddeløbet. Filmen fortæller således både om landet og har en historie om en dreng og hans store ønske, der bringes til opfyldelse.